# Synthetonychia sinuosa
Synthetonychia sinuosa is een hooiwagen uit de familie Synthetonychidae.